# Tortellà
Tortellà est une commune espagnole de la province de Gérone, en Catalogne, en Espagne dans la comarque de Garrotxa.

## Géographie
commune située dans les Pyrénées

## Politique et administration

### Jumelages
- Saint-Laurent-de-Cerdans,  France